# Ambasada Uzbekistanu w Polsce
Ambasada Uzbekistanu w Polsce, Ambasada Republiki Uzbekistanu (uzb. Polshada Oʻzbekiston elchixonasi, ros. Посольство Узбекистана в Польше) – uzbecka placówka dyplomatyczna znajdująca się w Warszawie przy ul. Kraski 21.

## Siedziba
Do czasu uzyskania przez Uzbekistan niepodległości w 1991 kontakty z Polską utrzymywano w ramach relacji Polski z ZSRR. Stosunki dyplomatyczne z Uzbekistanem nawiązano w 1992. Początkowo od 2002 do 2004 władze Uzbekistanu były reprezentowane w Polsce przez ambasadora z siedzibą w Berlinie. W 2003 Uzbekistan otworzył w Warszawie Konsulat Generalny przy ul. Wernyhory 21, przekształcony w 2004 w ambasadę (2006). Obecnie mieści przy ul. Kraski 21 (2009–).